# Enuig
La ràbia, ira o enuig és una emoció bàsica que implica una resposta incòmoda i no cooperativa a una provocació o amenaça percebuda, o per a lluitar contra allò que trobem injust o indignant. Com la por, fa concentrar l'atenció en l'objectiu i posa les capacitats personals físiques i psicològiques en estat d'alerta. A diferència de la por, indueix a actuar o atacar (en lloc de fugir).
Una persona amb enuig sovint experimentarà efectes físics, com ara un augment de la freqüència cardíaca, una pressió arterial elevada i un augment dels nivells d'adrenalina i noradrenalina. Alguns veuen la ira com una emoció que desencadena part de la resposta de lluita o fugida. La ira es converteix en el sentiment predominant conductualment, cognitivament i fisiològicament quan una persona pren la decisió conscient d'actuar per aturar immediatament el comportament amenaçador d'una altra força externa.
La ira pot tenir moltes conseqüències físiques i mentals. L'expressió externa de la ira es pot trobar en expressions facials, llenguatge corporal, respostes fisiològiques i, de vegades, actes d'agressió públics. Les expressions facials poden anar des de la inclinació cap a dins de les celles fins a arrufar la cara. Els músculs del cos es posen en tensió, disposats a reaccionar ràpidament enfront del possible perill. Tot i que la majoria dels que experimenten ira justifiquen la seva excitació com a resultat d'allò "què els ha passat", els psicòlegs assenyalen que una persona enutjada pot fàcilment equivocar-se perquè la ira provoca una pèrdua de capacitat d'autocontrol i d'observabilitat objectiva.
Actualment, els psicòlegs consideren l'enuig com una emoció normal, natural i madura experimentada per tots els humans algun cop. Es considera que té un valor funcional per a la supervivència. La ira no controlada pot afectar negativament el benestar personal o social i afectar negativament els que els envolten. Si bé molts filòsofs i escriptors han advertit contra els atacs d'ira espontanis i incontrolats, hi ha hagut desacord sobre el valor intrínsec de la ira. El tema de tractar la ira s'ha escrit des dels temps dels primers filòsofs, però els psicòlegs moderns, a diferència dels escriptors anteriors, també han assenyalat els possibles efectes nocius de suprimir la ira.

## Psicologia i sociologia
Paul M. Hughes identifica tres tipus d'ira:
1. La ira precipitada i sobtada està relacionada amb l'impuls d'autoconservació. És compartit per humans i altres animals, i es produeix quan l'animal està turmentat o atrapat. Aquesta forma d'ira és episòdica.
2. La ira assentada i deliberada és una reacció davant un dany deliberat percebut o un tracte injust per part d'altres persones. Aquesta forma d'ira és episòdica.
3. La ira de disposició està més relacionada amb els trets de caràcter que amb els instints o les cognicions. La irritabilitat, el malhumor i l'enutjament són exemples de l'última forma d'ira.

La ira pot mobilitzar recursos psicològics i augmentar la determinació cap a la correcció de comportaments equivocats, la promoció de la justícia social, la comunicació de sentiments negatius i la reparació de greuges. També pot facilitar la paciència. En canvi, la ira pot ser destructiva quan no troba la sortida adequada en l'expressió. La ira, en la seva forma forta, perjudica la capacitat pròpia per processar la informació i per exercir un control cognitiu sobre la seva conducta. Una persona enfadada pot perdre l'objectivitat, l'empatia, la prudència o la reflexió i pot causar danys a si mateix o als altres. Hi ha una clara distinció entre la ira i l'agressivitat (verbal o física, directa o indirecta) tot i que s'influeixen mútuament. Tot i que la ira pot activar l'agressivitat o augmentar la seva probabilitat o intensitat, no és una condició necessària ni suficient per a l'agressió.

### Perspectiva neuropsicològica
Sobre l'anàlisi de les emocions en les primeres etapes de la vida, Dandre Prince afirma: "Al començament de la vida, l'infant lluita indistintament contra qualsevol força de contenció, ja sigui un altre ésser humà o una manta que limita els seus moviments. L'enuig no prové d'una susceptibilitat heretada als estímuls socials a diferència d'altres estímuls. Més tard, el nen s'assabenta que determinades accions, com cops, renyar i cridar, són efectives cap a les persones, però no cap a les coses. En els adults, tot i que de vegades encara es veu la resposta infantil, la reacció de lluita es limita bastant bé als estímuls on la seva capacitat feridora o limitadora pot ser rebutjada mitjançant la violència física."

## Diferències entre conceptes relacionats
Raymond Novaco de la Universitat de Califòrnia a Irvine, qui, des de 1975, ha publicat una gran quantitat de literatura sobre el tema, va estratificar la ira en tres modalitats: cognitiva (avaluacions), somàtic-afectiva (tensió i agitacions) i conductual (retirada i antagonisme).
Sovint s'imagina que les paraules enuig i ràbia es troben en extrems oposats d'un continu emocional: irritació i enuig lleu a la part baixa i ira o ràbia assassina a la part alta. Els problemes d'ira es conceptualitzen com "la incapacitat de processar les emocions o les experiències de la vida", ja sigui perquè la capacitat de regular les emocions mai s'ha desenvolupat prou o perquè s'ha perdut temporalment a causa d'un trauma més recent. La ràbia s'entén com les emocions crues, indiferenciades, que s'aboquen quan un altre esdeveniment vital que no es pot processar, per trivial que sigui, posa més estrès a l'organisme del que pot suportar.
La ira, quan es veu com una resposta protectora o un instint davant una amenaça percebuda, es considera positiva. L'expressió negativa d'aquest estat es coneix com agressió. Respondre fora de lloc cal entendre-ho com ira, a causa dels possibles errors potencials en la percepció i el judici.
L'enuig pot venir provocat per canvis hormonals, per la frustració de no aconseguir una cosa desitjada o pels actes dels altres (per exemple un insult, que és vist com una amenaça a l'autoestima). Socialment està mal vist perquè suposa una pèrdua de control. L'estoïcisme proposa no deixar-se afectar per l'exterior, igual que el budisme, com a via per assolir la perfecció i la felicitat.

## Aspectes religiosos

### Segons el cristianisme
Segons l'Església catòlica, la Ira és un dels set pecats capitals de l'ésser humà. Pot ser ira contra els altres, plasmada mitjançant l'assassinat, o ira contra un mateix, executada mitjançant el suïcidi. De totes dues formes és condemnada pel catolicisme, ja que el càstig ha de deixar-se en mans de Déu.
El 1589 Peter Binsfeld, basant-se lliurement en fonts anteriors, va associar a la ira amb el dimoni Amon, que temptava a la gent per mitjans associats al pecat.
La Paciència és una de les Set Virtuts que formen part del Catecisme de l'Església Catòlica, la qual serveix perquè el cristià sàpiga com afrontar la temptació d'Ira, ja que es contraposa a ella i, per això, serveix com tota virtut a salvar l'ànima.
| «                                          | "Sàpiguen això, els meus estimats germans. Tot home ha de ser prest quant a sentir, lent quant a parlar, lent quant a ira; perquè la ira de l'home no obra la justícia de Déu. Per tant, rebutgin tota brutícia, i aquesta cosa supèrflua, la maldat, i acceptin amb plàcid la implantació de la paraula que pot salvar les seves ànimes." | » |
| — (Sntg 1: 19-21) (Traducció del Nou Món). | |   |

A la Divina comèdia de Dante Alighieri ocupen el setè cercle de l'infern, vigilat pel Minotaure i dividit per tres cercles plens de pedra i envoltats per un gran riu de sang. A partir d'aquest espai cada cercle comença a tenir divisions que alberguen una pena en particular, per exemple els esperits maleïts que estan dividits en tres: els violents, els injuriosos i els usurers. Primer recinte del setè cercle: Els violents. El seu suplici: el Minotaure. El centaure Neso passa a Dante a través del Flegmonós. Segon recinte del setè cercle: Els violents contra si mateixos: els suïcides, els dissipadors. Tercer recinte del setè cercle: Els violents contra Déu, contra la naturalesa i contra la Societat. Al Purgatori ocupen el tercer repeu.

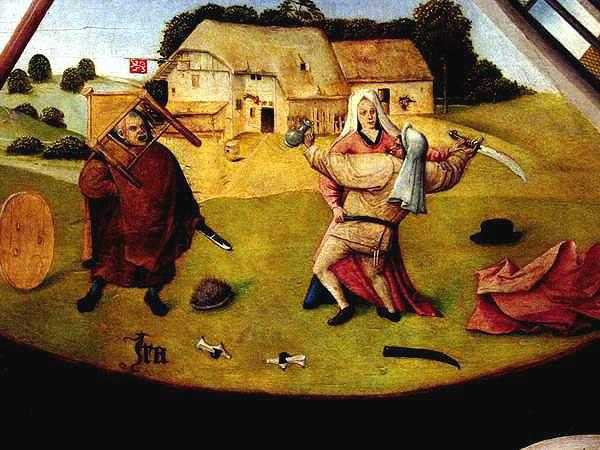
Detall de l'Ira, Taula dels pecats capitals per Hieronymus Bosch..

### Segons l'islam
A l'islam, l'ira es considera com una mostra debilitat. Mahoma digué:
| « | “El fort no és el que supera gent per la seva força, sinó que és fort el que es controla mentre pateix d'ira.” | » |

| « | “Els millors de vostès són els que són lents a enfadar-se i ràpids a calmar-se… Guarda't d'ira, perquè és un carbó viu al cor dels descendents d'Adam.” | » |

### Segons el budisme
En el budisme l'ira es defineix com: "ser incapaç de suportar l'objecte o la intenció de causar mal a l'objecte”. Es considera com una aversió amb una exageració més forta, i s'enumera com un dels cinc obstacles. És una idea falsa comuna que els sants espirituals mai sofreixen ira. Això no és veritat: fins i tot el Dalai-lama, el guru espiritual de monjos tibetans, s'enutja. No obstant això, hi ha una diferència; sovint una persona espiritual és conscient de l'emoció i de la manera en la qual pot ser manejada. Així, en resposta a la pregunta: "És la ira acceptable en el budisme?" El Dalai-lama va contestar:
| « | "El budisme en general ensenya que la ira és una emoció destructiva, i encara que la ira va poder tenir alguns efectes positius en termes de supervivència o ultratge moral, no accepto la ira ni l'agressió com una emoció virtuosa ni com a comportament constructiu. El Buddha Gautama ha ensenyat que hi ha tres kleshas bàsiques a l'arrel del samsara (ignorància, il·lusió) o en el cicle viciós del renaixement. Aquests són avarícia, odi i engany - també traduïble com l'aferrament, la ira, i la ignorància. Ens porten la confusió i la misèria més que la pau, la felicitat i l'èxit. Està en el nostre propi interès purificar-los i transformar-los". | » |

### Segons l'hinduisme
Els objectes d'ira es perceben com a obstacle per a la satisfacció dels desitjos de la persona enutjada.